# Shadyside
Shadyside – wieś w Stanach Zjednoczonych, w stanie Ohio, w hrabstwie Belmont.